# Apocrypha (Band)
Apocrypha war eine US-amerikanische Power- und Thrash-Metal-Band aus Las Vegas, Nevada, die im Jahr 1987 gegründet wurde und sich ca. 1990 wieder trennte.

## Geschichte
Die Band wurde im Jahr 1987 gegründet. Noch im selben Jahr erschien das Debütalbum The Forgotten Scroll. Die Gruppe bestand auf dem Album aus Gitarrist Tony Fredianelli, Sänger Steve Plocica, Bassist Al Rumley und Schlagzeuger Mike Poe. Das Album wurde von Marty Friedman produziert, welcher später Mitglied von Cacophony werden sollte. Im Jahr 1988 folgte das zweite Album The Eyes of Time, auf dem als zweiter Gitarrist Chip Chrovian zu hören war. Im Jahr 1990 folgte das dritte und letzte Album Area 54, auf dem Bassist Breck Smith und Schlagzeuger Dave Schiller zu hören waren. Nach Auflösung der Band veröffentlichte Fredianelli ein Soloalbum und trat danach den Coverbands Loveshack und Majik Alex bei. Danach wurde er Mitglied der Band Third Eye Blind.

## Stil
Die Band spielte eine Mischung aus Power- und Thrash-Metal, wobei das komplexe Spiel von Gitarrist Fredianelli besonders charakteristisch ist. Der Gesang erinnert an den von Rob Halford.

## Diskografie
- The Forgotten Scroll (Album, 1987, Shrapnel Records)
- The Eyes of Time (Album, 1988, Shrapnel Records)
- Area 54 (Album, 1990, Shrapnel Records)